# Johan Ullenius
Johan Ullenius, född 28 januari 1778 i Luleå församling, Västerbottens län, död 12 januari 1847 i Jokkmokks församling, Norrbottens län, var en svensk präst. 

## Biografi
Ullenius var son till  Magnus Kempe, som var indelt soldat i Unbyn i den del av Luleå socken som först på 1830-talet blev Överluleå socken. Han utbildade sig först till guldsmed i Stockholm och försörjde sig under några år som gesäll. Vid 22 års ålder började han studera. Han kom till skolan i Piteå 1802 och därefter till Härnösands gymnasium 1805 samt inskrevs som student vid Uppsala universitet 1807. Han prästvigdes redan i april 1808 och blev då pastorsadjunkt i Lövångers församling men året därpå  komministerns adjunkt i Nysätra församling som var annex till Bygdeå, samma år pastorsadjunkt i Lycksele församling 1810 vikarierande komminister i Sorsele församling, 1818 ånyo adjunkt i Lycksele och samma år slutligen komminister i Kvikkjokks församling. Han utnämndes till kyrkoherde i Sorsele församling 1826 med tillträde 1827 samt utnämndes till kyrkoherde och skolmästare i Jokkmokks församling 1832 med tillträde 1835. Från 1830 var han visitator i Södra lappmarksdistriktet.

### Familj
Ullenius var gift med Christina Margareta Rådström, som var dotter till skolmästaren Pehr Rådström i Lycksele och Anna Sofia Forssner. De fick tillsammans barnen Sofia Johanna Ullenius som var gift med en nybyggare, Ulrika Carolina Ullenius (1813–1899) som var gift med kyrkoherden Fredrik Engelmark i Karesuando församling, Christina Emma Maria Ullenius (1815– som var gift med nybyggaren Daniel Johannes Hansson i Tjåmotis, Jokkmokk, kronolänsmannen Johan Edvard Ullenius (1818–1909), Pehr Erik Ullenius (1819–1867), drängen Carl Josef Ullenius (född 1821), poststationsföreståndaren Samuel Alexander Ullenius (1822–1874) i Jokkmokk, Anna Margareta Ullenius (född 1823) och Sara Magdalena Ullenius (född 1826).